# جيمس كوكس (لاعب كرة قدم)
جيمس كوكس (بالإنجليزية: James Cox)‏ هو لاعب كرة قدم أمريكي في مركز الوسط، ولد في 13 نوفمبر 2000 في تشارلستون في الولايات المتحدة. لعب مع تشارلستون بيتري.